# Blade II (jogo eletrônico)
Blade II é um jogo eletrônico de 2002 do gênero ação / luta de rua desenvolvido pela Mucky Foot Productions e publicado pela Activision para o PlayStation 2 e Xbox. Originalmente programado para lançamento na América do Norte, no mesmo dia do lançamento do filme Blade II (22 de março), mas ele foi lançado em 3 de setembro, mesmo dia em que o filme foi lançado em DVD.
O jogo não é uma adaptação direta do filme, mas é na verdade uma sequência, ocorrendo entre os eventos de Blade II e Blade: Trinity. Seis meses depois dos eventos do filme, Blade e Whistler tentam impedir que os vampiros criem uma raça de super-vampiros ainda mais poderosos que os Reapers.
Os desenvolvedores defenderam o jogo como um novo tipo de combate corpo-a-corpo nunca antes visto em videogames. No entanto, a maioria dos críticos não gostou do sistema, e o jogo como um todo foi recebido principalmente com críticas negativas no PlayStation 2 e no Xbox. O jogo também foi um fracasso comercial, vendendo menos de meio milhão de unidade em ambas as plataformas.

## Jogabilidade
Blade II é um jogo de ação / beat 'em up jogado a partir de uma perspectiva de terceira pessoa, com o jogador controlando o movimento de Blade através do analógico esquerdo. O jogo concentra-se principalmente no combate corpo a corpo, embora permita também o uso de armas de fogo.
O combate é controlado pelo analógico direito, os desenvolvedores chamam de "sistema de combate 360°" - o jogador move o analógico na direção em que deseja atacar e Blade dá um soco ou chuta nessa direção. O jogador não tem controle sobre que tipo de ataque que Blade executa, apenas a direção em que ele ataca. Blade também pode bloquear, encadear ataques em combos, e realizar "movimentos de finalização", como agarrar um inimigo, enfiar uma estaca em sua cabeça.
Uma das principais características do jogo é o modo Rage. Lutar devagar e metodicamente aumenta o medidor de raiva de Blade em três níveis: "Espada", "Escudo" e "Força". Se o jogador ativar o modo Rage no primeiro nível, Blade pegará sua espada e a usará por um período limitado de tempo. Se ativado no segundo nível, Blade usa sua espada e se torna invencível. Se ativado no terceiro nível, Blade usa sua espada, torna-se invencível e aumenta sua força.
No início do jogo, o Blade está equipado apenas com uma "mach pistol", mas à medida que o jogador avança, ele pode desbloquear outras armas e acessórios; uma espingarda, uma espécie de armadura, glaive, um soco-inglês de prata, granadas UV e o soro para aumentar a regeneração da saúde de Blade.

## Enredo
Blade II ocorre seis meses após os eventos do filme, com Blade tendo vencido Nomak e os Reapers.
O jogo começa com Blade (voz de Tom Clark) e Whistler (Don Delciappo) recebendo informações de que uma troca de sangue está acontecendo entre um grupo da máfia e um clã de vampiros no estacionamento de Karkov Towers, uma torre de várias empresas e possível Casa Segura dos vampiros. Blade chega a tempo de ver a troca, com um vampiro de terno carregando uma maleta desaparecendo na torre. Segundo Whistler, a pasta contém um frasco de um DNA que deve ser recuperada. Blade entra na torre pelo estacionamento subterrâneo e passa pela boate "Exploitika" antes de destruir o computador de uma empresa chamada Nth Phase. Eventualmente, ele encontra o vampiro com a maleta, que revela que o DNA é de Damaskinos, antigo senhor da Nação dos Vampiros, e um seqüenciador de DNA está atualmente desmembrando o DNA. Blade é capaz de destruir a máquina e depois encontra Whistler no telhado. Whistler lhe dá uma lata de veneno, que Blade coloca no sistema de ventilação, matando todos os vampiros no prédio.
Ao retornar à sua base, Blade e Whistler descobrem que sua aliada, Dra. Grant (Kate Magowan) foi sequestrada pelo clã de vampiros Byron. Seguindo seu sinal de GPS, ele encontra uma estação de metrô, onde Blade luta entre os vampiros nos sistemas de esgotos, ele é acompanhado por Whistler, que planta uma série de bombas. Blade detona os explosivos e segue os esgotos para Gaunt Moor Asylum, onde os Byrons escondem Grant. Blade a resgata, e ela explica que os vampiros estão torturando seres humanos para capturar a "energia escura", para um experimento que eles chamaram de "Projeto: Vorpal". Blade a escolta para fora do prédio e volta para investigar Vorpal. Ele descobre que os vampiros estão usando a energia escura para tentar criar um guerreiro super-vampiro muito mais forte do que um reaper. No entanto, Blade é capaz de destruir a câmara de incubação e Grant revela que o clã Arcan é quem está realmente por trás do projeto, não os Byrons.
Blade se dirige para a base do Arcan em uma montanha. Ele se infiltra na instalação e destrói as câmaras de armazenamento de energia escura. Ele então se encontra com Grant, e junto vão para o receptor de energia escura. No entanto, antes que ela possa tirá-lo do ar, acontece uma explosão que atinge Grant. Enquanto ela morre, ela diz a Blade que ele deve destruir o núcleo. Ele vai até lá, encontrando-se com Whistler, que planta uma série de bombas. A dupla foge da base e dispara os explosivos, destruindo o núcleo e pondo fim ao Projeto: Vorpal.

## Desenvolvimento
O Blade II foi anunciado pela primeira vez no dia 22 de janeiro de 2001, quando a Activision revelou que havia feito uma parceria com a desenvolvedora do Reino Unido, Mucky Foot Productions, para produzir um novo jogo para vários consoles da sexta geração ainda sem nome. Em 2 de fevereiro, em entrevista à IGN, Mike Diskett, o diretor do jogo, revelou que a jogabilidade seria baseada em luta corpo a corpo, mas os jogadores também teriam acesso a espada e às armas de fogo do Blade. Diskett explicou que Mucky Foot lançaria um jogo chamado Sky Ships para a Activision. A Activision passou a publicar o jogo, mas ficou impressionada com o trabalho de Mucky Foot e ofereceu-lhes a franquia Blade. Diskett também explicou que o sistema de combate no Blade II foi originalmente criado para o Sky Ships, e revelou que o jogo seria lançado para o PlayStation 2 e o Xbox. O jogo foi oficialmente revelado no dia 20 de novembro, quando a Activision anunciou que não seria uma adaptação direta do filme, mas uma história totalmente independente, e que aconteceria após os eventos do filme Blade II. O sistema de combate 360 ° também foi apresentado pela primeira vez. O jogo foi demostrado na E3 em maio de 2002, onde o sistema Rage foi revelado. Em 23 de maio, a IGN publicou uma prévia completa do jogo. O escritor Jeremy Dunham gostou da ideia do sistema de combate 360°, mas achou difícil se acostumar ao sistema e especialmente difícil mudar de um alvo para outro. Ele também achou falhas no sistema de câmeras, muitas vezes ficando preso atrás de paredes e portas. No entanto, ele elogiou o jogo por capturar bem o espírito do filme (algo que ele achava que o primeiro jogo não conseguiu fazer direito) e admitiu que estava ansioso para a versão final do jogo.
O jogo foi lançado na América do Norte em 3 de setembro, mesmo dia em que o filme foi lançado em DVD.

## Recepção
A versão Xbox do Blade II recebeu críticas "mistas", enquanto a versão PlayStation 2 recebeu "críticas geralmente desfavoráveis", de acordo com o site de agregação de revisão Metacritic.

### Vendas
O Blade II foi um fracasso comercial, vendendo menos de meio milhão de unidades em ambas as plataformas. Seu fracasso foi indiretamente responsável pelo fechamento da Mucky Foot Productions. Quando Mucky Foot adquiriu a franquia Blade, eles já haviam desenvolvido duas falhas comerciais; Urban Chaos e Startopia, ambos publicados pela Eidos. Mucky Foot queria fazer o Urban Chaos 2, mas a Eidos não estava especialmente interessada. Segundo o diretor da empresa, Gary Carr,

Mucky Foot tinha dois strikes. Nós não estávamos realmente ganhando dinheiro. Nós estávamos gastando muito dinheiro para fazer os jogos, que não estavam vendendo muito. Nós pegamos [o contrato de "Blade"] para - supostamente - manter Mucky Foot viva. Na época, a Eidos estava virando as costas para nós - eles estavam começando a se retratar. Nós poderíamos vê-los fisicamente se afastando de nós. Nós assinamos o jogo para nossa própria sobrevivência, até certo ponto.
No entanto, como o jogo tinha que estar pronto para ser lançado para coincidir com o lançamento em DVD do filme na América do Norte, o desenvolvimento foi apressado e o jogo foi lançado antes que os desenvolvedores estivessem totalmente satisfeitos com ele. Depois de terminar com o Blade II, Mucky Foot começou a trabalhar em mais duas adaptações cinematográficas; Bulletproof Monk para Empire Interactive e The Punisher para THQ. No entanto, a THQ não ficou impressionada com o Blade II e cancelou o The Punisher, que deixou Mucky Foot em uma posição incapaz de completar o Bulletproof Monk. Eles passaram vários meses reformulando a Sky Ships, o jogo que se tornou o Blade II, para várias editoras, mas não conseguiram gerar nenhum interesse, e a empresa fechou em outubro de 2003.